# تشارلز أبراهامز
تشارلز أبراهامز (بالدنماركية: Charles Abrahams)‏ هو مهندس معماري دنماركي، ولد في 2 يونيو 1838، وتوفي في 13 أبريل 1893.